# 赵明坚
赵明坚（1928年—2016年12月10日），曾用名刘英，女，壮族，广西宁明人，中华人民共和国政治人物，曾任广西壮族自治区人大常委会副主任，第三、六届全国人大代表。